# Huntonia montana
Huntonia montana är en kräftdjursart som beskrevs av Albert Vandel1973. Huntonia montana ingår i släktet Huntonia och familjen Philosciidae. Inga underarter finns listade i Catalogue of Life.